# Монгуццо
Монгуццо (итал. Monguzzo) — коммуна в Италии, располагается в регионе Ломбардия, подчиняется административному центру Комо.
Население составляет 1923 человека, плотность населения составляет 641 чел./км². Занимает площадь 3 км². Почтовый индекс — 22040. Телефонный код — 031.
Покровителем населённого пункта считается  священномученик Власий Севастийский. Праздник ежегодно празднуется 3 февраля.